# Ikuo Matsumoto
Ikuo Matsumoto (松本 育夫 Matsumoto Ikuo?,  nacido el 3 de noviembre de 1941 en Tochigi) es un exfutbolista japonés que se desempeñaba como delantero.
Matsumoto jugó 11 veces para la selección de fútbol de Japón entre 1966 y 1969. Matsumoto fue elegido para integrar la selección nacional de Japón para los Juegos Olímpicos de Verano de 1968.

## Trayectoria

### Clubes
| Club            | País  | Año         |
| --------------- | ----- | ----------- |
| Toyo Industries | Japón | 1964 - 1973 |

### Selección nacional
| Selección | País  | Año         |
| --------- | ----- | ----------- |
| Absoluta  | Japón | 1966 - 1969 |

## Estadística de equipo nacional
| Selección de Japón | Selección de Japón | Selección de Japón |
| Año                | Part.              | Goles              |
| ------------------ | ------------------ | ------------------ |
| 1966               | 4                  | 1                  |
| 1967               | 3                  | 0                  |
| 1968               | 2                  | 0                  |
| 1969               | 2                  | 0                  |
| Total              | 11                 | 1                  |

## Palmarés

### Títulos nacionales
| Título              | Club                  | País  | Año  |
| ------------------- | --------------------- | ----- | ---- |
| Copa del Emperador  | Universidad de Waseda | Japón | 1963 |
| Japan Soccer League | Toyo Industries       | Japón | 1965 |
| Copa del Emperador  | Toyo Industries       | Japón | 1965 |
| Japan Soccer League | Toyo Industries       | Japón | 1966 |
| Japan Soccer League | Toyo Industries       | Japón | 1967 |
| Copa del Emperador  | Toyo Industries       | Japón | 1967 |
| Japan Soccer League | Toyo Industries       | Japón | 1968 |
| Copa del Emperador  | Toyo Industries       | Japón | 1969 |
| Japan Soccer League | Toyo Industries       | Japón | 1970 |

### Distinciones individuales
| Distinción                                      | Año  |
| ----------------------------------------------- | ---- |
| Japan Soccer League Best XI                     | 1966 |
| Inducido al Salón de la Fama del fútbol japonés | 2009 |